# 9 (Film)
#9 ist ein US-amerikanischer Computeranimationsfilm von Shane Acker aus dem Jahre 2009. Der Film beruht auf dem Oscar-nominierten Kurzfilm 9 von Shane Acker.  Der Film wurde in Deutschland am 3. September 2010 veröffentlicht.

## Handlung
Nach einem apokalyptischen Krieg zwischen Menschen und Der Maschine liegt die Welt in Schutt und Asche, die Menschheit ist ausgelöscht. In einem halb zerstörten Haus erwacht die Stoffpuppe #9. Neben einem toten Wissenschaftler findet sie ein Objekt (Talisman) und nimmt es an sich.
Nach Verlassen des Hauses trifft #9 auf seiner Wanderung eine andere Puppe, #2. Diese repariert die Stimme von #9 und entdeckt den Talisman, doch noch bevor es zu einem weiteren Austausch zwischen den beiden kommen kann, werden sie von einer katzenähnlichen Maschine, Biest genannt, angegriffen. #2 rettet #9 und wird daraufhin zusammen mit dem Talisman verschleppt. #9 irrt weiter umher und wird dabei von einer weiteren Puppe entdeckt. Diese nimmt #9 mit zu einem Versteck in einer verfallenen Kathedrale, wo sie auf weitere Puppen treffen, die von #1 angeführt werden. Nach einem Streit kann #9 #5 davon überzeugen, #2 zu suchen und zu retten. Sie finden ihn in einer großen Fabrik zusammen mit der Maschine Brain, die unabsichtlich von #9 mithilfe des Talismans zum Leben erweckt wird. Infolgedessen wird #2 getötet – die Maschine saugt ihm die Lebensenergie aus. Den anderen gelingt mit Hilfe der totgeglaubten #7 die Flucht.
Um mehr über die Zusammenhänge und den Talisman zu erfahren, schleichen sie sich zurück zum Versteck der anderen Puppen. Dort werden sie von einer neuen, flugfähigen Maschine angegriffen und können sie nur durch konsequente Zusammenarbeit zerstören. Ihre Zuflucht brennt dabei nieder – die Puppen sind jetzt heimatlos und werden von Brain verfolgt.
Auf der Flucht werden sie von einer neuen Art Maschine überlistet, #8 und #7 werden in die Fabrik verschleppt. Die Puppen verfolgen die neue Maschine zurück zur Fabrik, #9 dringt in die Fabrik ein und bittet die anderen, die Fabrik zu zerstören, falls er nicht zurückkommt. #9 kommt zu spät, um #8 zu retten, dieser wird von Brain ausgesaugt.
Trotzdem gelingt die Rettung von #7, und die Fabrik wird zerstört. Brain überlebt jedoch und beginnt nun selbst die Verfolgung der überlebenden Puppen – und tötet dabei #5.
Während der dramatischen Flucht gibt #6 #9 den Rat, zurück zur Quelle – zum ersten Raum – zu gehen, und wird dann ebenfalls von Brain getötet.
Während die anderen Puppen den näher kommenden Brain mit einer Kanone beschießen, geht #9 zurück in den ersten Raum, in dem er gemacht wurde. Dort kommt er schließlich hinter das Geheimnis Brains und des Talismans. Beim Duell Brain gegen #9 opfert sich #1 und verschafft #9 die benötigte Sekunde, um Brain den Talisman wieder zu entreißen. #9 aktiviert den Talisman und kann Brain zerstören. Der Talisman hat jetzt die Seelen bzw. die Lebensenergie der getöteten Puppen gespeichert, und #9 lässt sie in den Himmel frei. Daraufhin setzt Regen ein, und die Regentropfen begründen neues Leben.

## Charaktere
Mittels eines nicht genauer beschriebenen Verfahrens konnte der Wissenschaftler Teile von seiner Seele trennen und in den Puppen manifestieren. Die Nummerierung der Puppen erfolgte anhand der Reihenfolge der Erschaffung. 
Sie unterscheiden sich nicht nur durch ihr reines Äußeres, sondern auch in ihren Materialien und ihrer daraus abgeleiteten Funktion. Jede Puppe hat besondere Charaktereigenschaften, die in ihrem Handeln dominieren und Auswirkungen auf die Handlung haben.
- #1 ist der Älteste und der Anführer der Gruppe. Zugleich vereint er Arroganz und Feigheit in sich. In seinem Bestreben, die Gruppe zu beschützen, verschließt er sich Neuem. Durch sein konservatives Verhalten bringt er die Gruppe in Gefahr.
- #2 ist der Kreative und Forscher. Er ist freundlich und hilfsbereit und von der Vergangenheit fasziniert. Auf seinen Reisen durch die Trümmer entdeckt er das ein oder andere Nützliche und verarbeitet es zu nützlichen Geräten.
- #3 und #4 sind Zwillinge und Historiker. Unfähig zu sprechen, kommunizieren sie mit Zeichensprache und mit flackernden Lichtern anstelle von Augen. Sie können zudem alte Filme und Bilder projizieren.
- #5 ist der Fürsorgliche. Er umsorgt die anderen und versucht, bei Streitigkeiten zu deeskalieren.
- #6 ist der Künstler und Prophet, wirkt dabei aber eher verrückt. Er sieht Dinge, die andere nicht sehen, oftmals mit hellseherischer Begabung. Anstelle von Fingern sind bei ihm Füllfederspitzen verarbeitet.
- #7 ist die Kriegerin und Einzelgängerin, wenngleich das Geschlecht ausschließlich durch die Stimme angedeutet wird. Sie stößt erst später zur Gruppe dazu und spielt in Kämpfen eine wichtige Rolle.
- #8 ist der Brutale und Einfältige. Er ist der Leibwächter von #1 und tut das, was ihm aufgetragen wird.
- #9 ist der Jüngste und am besten Verarbeitete der Puppen, zu Beginn der Handlung jedoch unfähig zu sprechen. Durch seine Neugier und seine mangelnde Erfahrung unterlaufen ihm Fehler.

## Kritiken
- Die Redaktion Cinema urteilte: „Detailreich und effektvoll inszeniertes Sci-Fi-Abenteuer, dessen Story sich zu sehr an bekannten Genrevorbildern orientiert.“[1]
- Der Kritiken-Aggregator Rotten Tomatoes formulierte den Kritiker-Konsens folgendermaßen: „Auch wenn seine Geschichte vielleicht altbekannt und weniger komplex ist, als mancher wünschen würde, ist 9 visuell spektakulär, und Regisseur Shane Ackers Aufmerksamkeit für Details zieht den Zuschauer erfolgreich in das Film-Universum hinein.“ (englisch: “Although its story is perhaps too familiar and less complex than some might wish, 9 is visually spectacular, and director Shane Acker’s attention to detail succeeds in drawing viewers into the film’s universe.)”[2]

## Synchronisation
Die Synchronisation wurde durchgeführt bei FFS Film- & Fernseh-Synchron in München.
| Rolle               | englischer Sprecher | deutscher Sprecher |
| #1                  | Christopher Plummer | Fred Maire         |
| #2                  | Martin Landau       | Erich Ludwig       |
| #5                  | John C. Reilly      | Philipp Brammer    |
| #6                  | Crispin Glover      | Alexander Brem     |
| #7                  | Jennifer Connelly   | Elisabeth Günther  |
| #8/Radiosprecher    | Fred Tatasciore     | Torsten Münchow    |
| #9                  | Elijah Wood         | Timmo Niesner      |
| Wissenschaftler     | Alan Oppenheimer    | Horst Sachtleben   |
| Diktator            | Tom Kane            | Hartmut Neugebauer |
| Nachrichtensprecher | Helen Wilson        | Norbert Gastell    |

## Produktion
Der Regisseur Shane Acker ist auch Autor und Regisseur des gleichnamigen Kurzfilms. Animationen zum Film wurden bei Attitude Studio in Luxemburg begonnen und später bei Starz Animation in Toronto fortgesetzt.
Der Film kostete ca. 30 Mio. US-Dollar und spielte weltweit über 48 Mio. US-Dollar ein.